# CD Blanes
CD Blanes is een Spaanse voetbalclub uit Blanes in de regio Catalonië. De club heeft als thuisstadion het Estadio Municipal.

## Geschiedenis
CD Blanes werd opgericht in 1913. Het grootste succes in de clubgeschiedenis is de winst van de Copa de Catalunya in 1989. In de finale werd UEA Gramenet met 2-0 verslagen. In 2006 werd CD Blanes kampioen van de Primera Divisió Catalana en promoveerde hierdoor naar de Tercera División.